# José Francisco Jovel
José Francisco Jovel Cruz (Usulután, El Salvador; 26 de mayo de 1951) es un exfutbolista salvadoreño que representó a su país en la Copa Mundial de Fútbol de 1982 celebrada en España.

## Trayectoria
Comenzó a jugar al fútbol con el equipo de fútbol Calaveras en la Liga de Ascenso de El Salvador cuando solo tenía 14 años y se unió al equipo local de la Primera División de Fútbol Luis Ángel Firpo en 1972. Formó una alianza formidable con el brasileño Luis Nelson De Moraes, pero ganó su único título liguero en un par de temporadas con Águila, antes de terminar su carrera de regreso en Luis Ángel Firpo después de pasar 15 años al más alto nivel. Fue apodado el Káiser porque su estilo de juego se asemeja al de la leyenda de Alemania Occidental Franz Beckenbauer.

## Selección nacional
Hizo su debut profesional con El Salvador en 1976 y jugó para su país en 22 partidos de clasificación para la Copa Mundial de la FIFA y los tres partidos en la Final de la Copa Mundial de 1982. En total, jugó 110 partidos para los Cuscatlecos incluidos los no oficiales. También jugó para El Salvador en los Juegos Panamericanos de 1975.

## Clubes

### Como futbolista
| Club                | País        | Año        |
| ------------------- | ----------- | ---------- |
| CD Luis Ángel Firpo | El Salvador | 1972 -1978 |
| CD Águila           | 1979-1983   |            |
| CD Luis Ángel Firpo | 1984-1987   |            |

### Como director deportivo
| Club             | País        | Año       |
| ---------------- | ----------- | --------- |
| Luis Ángel Firpo | El Salvador | 2017-2019 |

### Como entrenador
| Club                        | País        | Año  |
| --------------------------- | ----------- | ---- |
| Luis Ángel Firpo (interino) | El Salvador | 2018 |

## Palmarés

### Campeonatos nacionales
| Título                          | Club      | País        | Año  |
| ------------------------------- | --------- | ----------- | ---- |
| Primera División de El Salvador | CD Águila | El Salvador | 1983 |